# Wagony Graz (tramwaje w Timișoarze)
Wagony Graz tramwajów w Timișoarze – seria austro-węgierskich wagonów tramwaju konnego. Pięć takich wagonów w pierwszej połowie 1891 r. zakupiło ówczesne przedsiębiorstwo Temesvári Közúti Vaspálya Részvénytársaság (TeKöVa Rt.) dla miejscowej sieci tramwajowej. Przyczyną powiększenia taboru tramwajowego była Wystawa przemysłu i rolnictwa, którą zorganizowano w dniach 19 kwietnia – 30 października w Timișoarze. Tramwaje były przeznaczone dla przebiegającej przez strefę przemysłową linii tramwajowej, która łączyła tę strefę bezpośrednio z terenami wystawowymi w parku Franciszka Józefa (dziś park Copiilor Ion Creangă). Liczbę tramwajów przydzielonych do jednego kursu zwiększono z dwóch do trzech. Ponieważ na linii wykonywano cztery kursy, piąty wagon służył jako rezerwowy.

## Historia
Wygląd zewnętrzny tych wyprodukowanych w 1891 r. wagonów był zbliżony do wagonów Spiering z 1869 r. W porównaniu z nimi były jednak nieco mniejsze i lżejsze, oprócz tego zastosowano w nich koła z gumowymi obręczami zamiast powszechnie wcześniej stosowanych stalowych. Poza tym wagony były pozbawione przeszklonych okien, co oznacza, że jako wagony letnie wyposażono je jedynie w zasłony. Z obu stron tramwaju zamiast metalowego poszycia zamontowano kratownicowe osłony. Dzięki znacznemu ograniczeniu masy wagonów każdy z nich mógł być ciągnięty jedynie przez jednego konia. Oprócz tego zrezygnowano z odgrodzenia stanowiska woźnicy od reszty wnętrza.
Wraz z zakończeniem elektryfikacji tramwajów w Timișoarze dnia 27 lipca 1899, z eksploatacji wycofane zostały tramwaje Graz. W przeciwieństwie do części wagonów Spiering z 1869 r., nie zdecydowano się na przebudowanie ich na doczepy dla tramwajów elektrycznych. Do dziś nie zachował się żaden z pięciu tramwajów Graz.

## Dostawy
W 1891 r. wyprodukowano 5 wagonów tego typu.
| Państwo        | Miasto         | Lata dostaw    | Liczba | Numery taborowe | Uwagi |  |
| -------------- | -------------- | -------------- | ------ | --------------- | ----- |  |
| Austro-Węgry   | Timișoara      | 1891           | 5      | –               |       |  |
| Łączna liczba: | Łączna liczba: | Łączna liczba: | 5      |                 |       |  |